# Eirini d’Eirinis

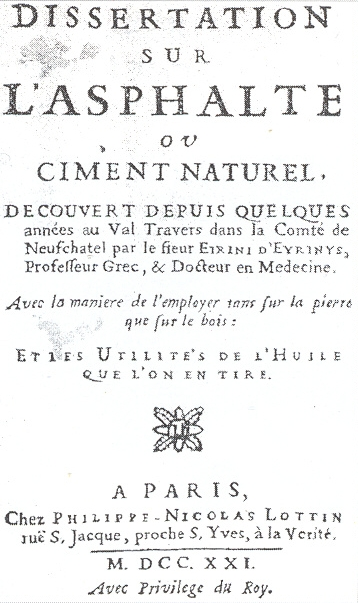
Deckblatt der Dissertation 1721

Eirini d’Eirinis (andere bekannte Schreibweise: Eirini d’Eyrinys) (* 1630 in Ruschyn; † um 1730 in Boudry) war ein Pionier des Bergbaus in der Schweiz.

## Leben
Über sein Leben vor seiner Ankunft in der Schweiz gibt es keine genauen und reputablen Aufzeichnungen. Ab Anfang 1700 erlangte er durch Aktivitäten als Minenprospektor und Unternehmer in der Schweiz Bekanntheit.
Ab 1708 begann man im Kanton Zürich systematisch nach Kohlelagern zu suchen. Bei der im Jahr 1709 einsetzenden Suche im Waadtland war Eirini d’Eirinis die treibende Kraft. Zusammen mit zwei Waadtländer Notabeln erhielt er von der zuständigen Verwaltung in Bern die erste Konzession zur Ausbeutung von Stein- und Braunkohlevorkommen im Tal der Paudèze, Kanton Waadt.
1711 begann Eirini d’Eirinis mit der Mineralienförderung im Gebiet der Berner Alpen. 1712 entdeckte er das Asphaltvorkommen La Presta im Val de Travers im Neuenburger Jura. 1717 erwarb er die Konzession für die dortigen Bodenvorkommen und gründete eine Aktionärsgesellschaft zum organisierten Abbau, Export und Verkauf von Asphalt.
Eirini d’Eirinis verfasste verschiedene Schriften, die auf die Vorzüge und die Bedeutung von Kohle und Asphalt hinweisen sollten, sowie wissenschaftliche Publikationen. Im Jahr 1721 schrieb Eirini d’Eirinis seine „Dissertation über den Naturasphalt“.
D’Eirinis starb um das Jahr 1730.

## Nachleben, Bedeutung
Nach seinem Tod setzte d’Eirinis Sohn die Aktivitäten seines Vaters fort. Er wurde bekannt für die Minen und die Erdpechgewinnung bei Pechelbronn im Elsass. Das aus den Pechelbronner Schichten stammende Erdöl wurde zunächst zur Behandlung von Hauterkrankungen benutzt. Die kommerzielle Nutzung begann 1735 und endete 1970.
Die von Eirini d’Eirinis erkundeten Stein- und Braunkohlevorkommen im Tal der Paudèze wurden bis in die zweite Hälfte des 19. Jahrhunderts und nochmals während der beiden Weltkriege abgebaut und verhüttet. Aus den Asphaltminen im Val de Travers wurde fast drei Jahrhunderte lang bis 1986 Asphalt gefördert und exportiert.

## Schriften (Auswahl)
- Description des loix des Mines: en latin et en françois. Besançon 1720, OCLC 603711139.
- Dissertation sur l'asphalte ou ciment naturel, decouvert depuis quelques années au Val Travers, dans le comté de Neufchatel par le sieur Eirini d'Eyrinys, Professeur Grec, & Docteur en Medecine. Avec la maniere de l'employer tant sur la pierre que sur le bois : et les utilités de l'Huile que l'on en tire, Paris, Philippe-Nicolas Lottin, 1721, 48 p. in-12. (= Dissertation, Universität Paris) OCLC 30950044.  (Volltext online: Gallica)

- Avis sur l’usage d’un asphalte ou ciment naturel trouvé par le sieur E. d’Eirinis, de Russienne …. J.-T. Hautt, Fribourg 1719, OCLC 457553471.
  - Bericht von Krafft und Wurckung des Asphalti, samt der Manier, wie man sich dessen zu einem Kütt oder Ciment, Theer-Anstrick zu Schiffen und anderem im Wasser, Regen und Lufft dienendem Holtzwerk, wie auch zu einem heylsamen Oehl gebrauchen solle: Ingleichem Von dem Gebrauch der Naphta … von dem auss Reussland geburtigen Griechis-Doctore und Professore Eurino d’Eirinis erfunden. [1720–1730], OCLC 601782099.